# حمام قبلة
حمام قبلة (بالفارسية: حمام قبله) هو حمام تاريخي يعود إلى السلالة الصفوية، ويقع في طهران.